# François Desprez
Pour les articles homonymes, voir Desprez.

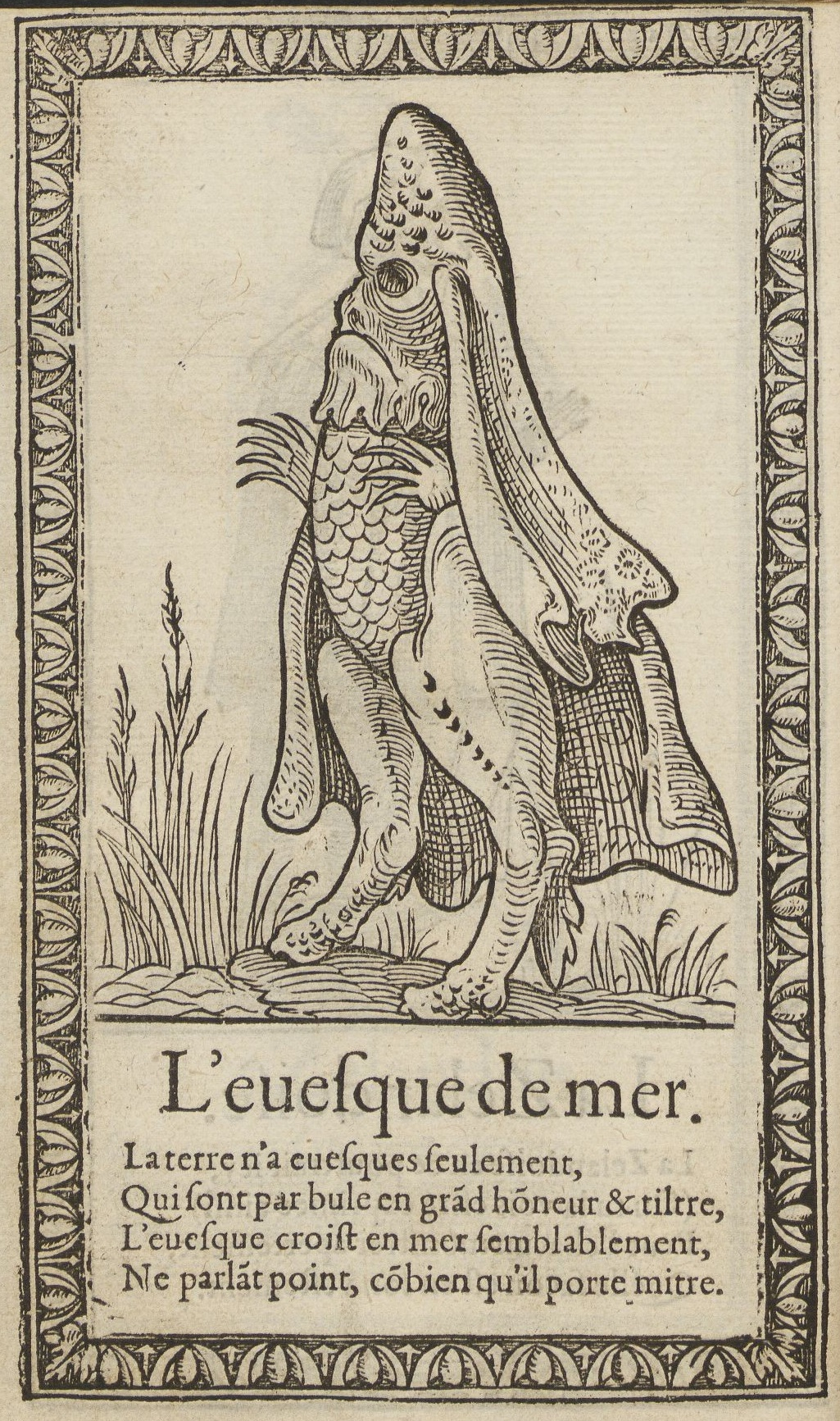
L'Évêque de mer, gravure du Recueil de la diversité des habits (Paris, Richard Breton, 1562).

François Desprez, probablement né dans les années 1530 et mort entre 1580 et 1587, est un artisan « boursier », marchand et éditeur d'estampes, graveur et illustrateur parisien de la seconde moitié du XVIe siècle.

## Biographie
Documenté pour la première fois en 1556, en tant qu'étudiant à l'Université de Paris, Desprez est quelques années plus tard désigné comme « maître boursier », profession consistant à dessiner des patrons, non seulement pour des motifs brodés (sur des vêtements et des bourses, d'où ce terme) mais aussi pour des gravures.
Il appartient au milieu des imprimeurs et des libraires parisiens, tels que le protestant Richard Breton, aux côtés duquel il comparaît dans un procès (1559), ou de l'imprimeur Jean Leclerc, assistant au baptême du fils de ce dernier en l'église Saint-Eustache (1560).
Après avoir habité dans la rue Troussevache au moins jusqu'en 1559, il s'établit au début des années 1560 dans le quartier de la rue Montorgueil, parmi de nombreux « imagiers en papier », c'est-à-dire des éditeurs et marchands d'estampes. Il y possède un tiers de la maison « Au bon pasteur », dont il revend une partie à Germain Hoyau, et où il côtoie Breton ainsi que le graveur Marc Duchesne. Il y vend des gravures en association avec Hoyau et Mathurin Nicolas (1564) puis avec Martin Bonnemer (1565).
Marié à Jeanne Turpin, il a un fils, Pierre, baptisé le 29 octobre 1567 à Saint-Eustache, avec Germain Hoyau pour parrain.

## Œuvres
En 1562, François Desprez signe la dédicace à Henri de Navarre du Recueil de la diversité des habits, un ouvrage dont il a probablement réalisé les nombreuses illustrations et qui est publié à Paris par Richard Breton.
Édités par ce même libraire, qui les présente abusivement comme une œuvre de Rabelais, Les Songes drolatiques de Pantagruel (1565) consistent en une série de gravures de créatures dans la veine de Bosch et de Bruegel. Depuis le XXe siècle, à la suite des travaux de Jean Porcher, celles-ci sont également attribuées à Desprez, de même qu'une grande estampe comique représentant le Mariage de Lucresse [sic] aux yeux de bœuf et Michault Crouppiere (vers 1570). Cette dernière œuvre reprend d'ailleurs plusieurs personnages des Songes drolatiques.
Outre leur parenté stylistique, ces planches ont pour point commun de camper leurs personnages pittoresques ou grotesques sur des parterres d'herbes et d'épis qui pourraient faire allusion au patronyme de Desprez (« des prés »).
Desprez a cependant collaboré avec de nombreux artistes, comme Baptiste Pellerin, dont il publie en 1567 le Recueil des Effigies des Rois de France.